# Nina Radojčić
Nina Radojčić (Serbisk:Даница Радојичић; født 9. august 1989 i Beograd) er en serbisk sangerinde. Hun deltager for Serbien ved Eurovision Song Contest 2011 i Düsseldorf med sangen Čaroban.